# Campaneria latipes
Campaneria latipes är en kräftdjursart som beskrevs av Ohtsuka, Boxshall och John Septimus Roe 1994. Campaneria latipes ingår i släktet Campaneria och familjen Arietellidae. Inga underarter finns listade i Catalogue of Life.